# Soesiladeepakius aschnae
Soesiladeepakius aschnae is een spinnensoort in de taxonomische indeling van de springspinnen (Salticidae).
Het dier behoort tot het geslacht Soesiladeepakius. De wetenschappelijke naam van de soort werd voor het eerst geldig gepubliceerd in 2007 door Makhan.